# Bowman (Québec)
Pour les articles homonymes, voir Bowman.
Bowman est une municipalité du Québec située dans la municipalité régionale de comté de Papineau. Ses habitants sont les Bowmanois. 

## Toponymie
Elle est nommée en l'honneur de l'entrepreneur Baxter Bowman.

## Histoire

### Chronologie municipale
- 1913 : La municipalité de canton de Bowman a été créée par son détachement de la municipalité des cantons unis de Bowman-et-Villeneuve
- 1954 : La municipalité change son statut pour celui de municipalité de Bowman.

## Géographie
La rivière du Lièvre délimite l'est de la municipalité. La partie sud de lac du Poisson Blanc, situé dans le nord-ouest, en délimite le nord-ouest. Le réservoir l'Escalier(d), un élargissement de la rivière du Lièvre, est situé dans le sud-est de la municipalité.

## Démographie
| 1991 | 1996 | 2001 | 2006 | 2011 | 2016 | 2021 |
| ---- | ---- | ---- | ---- | ---- | ---- | ---- |
| 481  | 516  | 563  | 676  | 677  | 658  | 667  |

## Administration
À l'origine la municipalité était dans le comté de Labelle.  Elle a été incorporée dans la municipalité régionale de comté de Papineau en 1983.
Les élections municipales se font en bloc pour le maire et les six conseillers.
| Bowman Maires depuis 2005                                                                                            |                |                   |          |
| Élection | Maire          | Qualité           | Résultat |
| 2005 | Roger Madore   |                   | Voir     |
| 2009 | Michel David   |                   | Voir     |
| 2013 | Michel David   | Voir              |          |
| 2017 | Pierre Labonté | Pro-maire en 2017 | Voir     |
| 2017 | Pierre Labonté | Pro-maire en 2017 | Voir     |
| 2021 | Gaston Donovan |                   | Voir     |
| Élection partielle en italique Depuis 2005, les élections sont simultanées dans toutes les municipalités québécoises |                |                   |          |